# 玉城栄一
玉城 栄一（たまき えいいち、1934年2月9日 - 2015年8月1日）は、日本の政治家。元公明党衆議院議員（6期）。

## 来歴
沖縄県平良市（現宮古島市）出身。宮古商卒。速記者養成所に入り、立法院に入庁。1969年那覇市議を経て、1976年の総選挙で沖縄県全県区から立候補して初当選。6期務めた。1993年に引退した。
2015年8月1日、老衰のため死去。81歳没。